# اینگرید مو ولد
اینگرید مو ولد (انگلیسی: Ingrid Moe Wold؛ زادهٔ ۲۹ ژانویهٔ ۱۹۹۰) بازیکن فوتبال اهل نروژ است.
از باشگاه‌هایی که در آن بازی کرده‌است می‌توان به باشگاه فوتبال زنان مادرید و باشگاه فوتبال زنان اورتون اشاره کرد.
وی همچنین در تیم ملی فوتبال زنان نروژ بازی کرده‌است.